# Geissorhiza roseoalba
Geissorhiza roseoalba là một loài thực vật có hoa trong họ Diên vĩ. Loài này được (G.J.Lewis) Goldblatt miêu tả khoa học đầu tiên năm 1985.